# Get 'Em Young
Get 'Em Young é um curta-metragem mudo norte-americano de 1926, do gênero comédia, com o ator cômico Stan Laurel.

## Elenco
- Harry Myers - Orvid Joy
- Eugenia Gilbert - A garota
- Stan Laurel - Summers, o mordomo

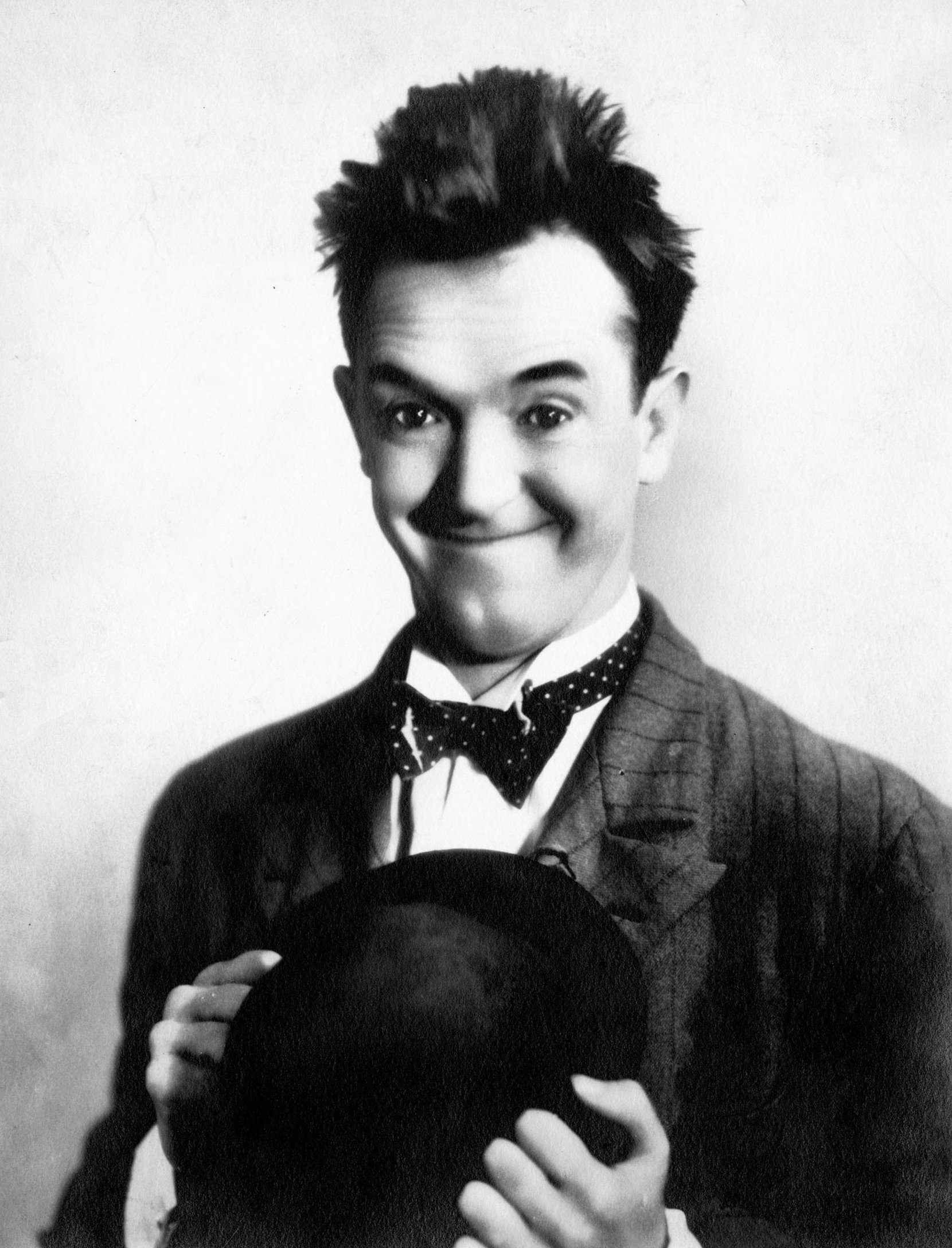
Stan Laurel

- Max Davidson - Isaac Goldberg, um advogado
- Charlotte Mineau
- Fred Malatesta - Executor
- Ernest Wood - Lawrence Lavendar Virgin - (como Ernie Wood)